# سنگ رونی

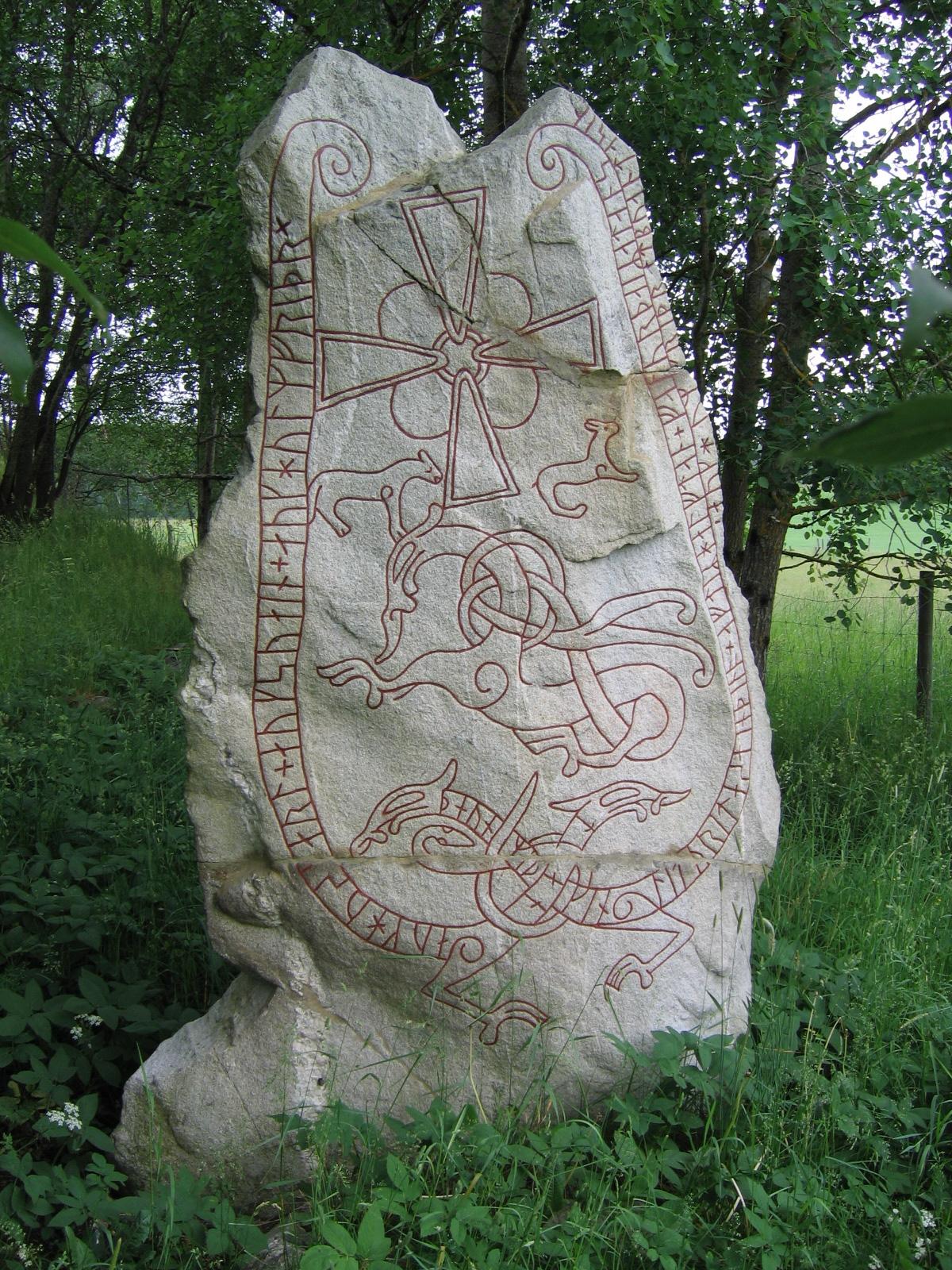
سنگِ لینگسبرگ در سوئد. نامگذاری شده به U 240.

سنگ رونی یا کتیبه رونی به‌طور معمول سنگی بلند شده از سطح زمین با کتیبه ای به خط رونیک بر آن است، اما این اصطلاح همچنین می‌تواند به کتیبه‌های روی تخته سنگ‌ها و بر روی سنگ بسترها نیز اشاره داشته باشد.
سنت بالا بردنِ سنگ‌ها با کتیبه‌های رونیک بر آن برای نخستین بار به قرنهای چهارم و پنجم در سوئد و نروژ بر می‌گردد و این سنگها را معمولاً در کنار قبرها قرار می‌دادند.

## سرچشمه‌ها
- Bellows, Henry A. (1936). The Poetic Edda. Princeton University Press, Princeton, New York.
- Harrison, D. & Svensson, K. (2007). Vikingaliv. Fälth & Hässler, Värnamo. ISBN 91-27-35725-2
- Nationalencyklopedin (1995), volume 16, pp. ۹۱–۹۲.
- Jansson, Sven B. F. (1987), Runes in Sweden, Gidlunds, ISBN 91-7844-067-X
- Larsson, Mats G. (1999). Svitjod – Resor till Sveriges Ursprung. Atlantis. ISBN 91-7486-421-1
- Page, Raymond I. (1995). Runes and Runic Inscriptions: Collected Essays on Anglo-Saxon and Viking Runes. Parsons, D. (ed). Woodbridge: Boydell Press. ISBN 978-0-85115-387-2
- Pritsak, O. (1987). The Origin of Rus'.  Cambridge, Mass. : Distributed by Harvard University Press for the Harvard Ukrainian Research Institute.
- Sawyer, Birgit. (2000). The Viking-Age Rune-Stones: Custom and Commemoration in Early Medieval Scandinavia. Oxford: انتشارات دانشگاه آکسفورد. شابک ‎۰-۱۹-۹۲۶۲۲۱-۷
- Sawyer, P. (1997). The Oxford Illustrated History of the Vikings. Oxford: Oxford University Press. ISBN 0-19-285434-8
- Snaedal, T. & Åhlen, M. (2004). Svenska Runor. Riksantikvarieämbetet, 33 & 34. ISBN 91-7209-366-8